# Ailly-sur-Somme
Ailly-sur-Somme település Franciaországban, Somme megyében. Lakosainak száma 2973 fő (2022. január 1.). Ailly-sur-Somme La Chaussée-Tirancourt, Ferrières, Bovelles, Breilly, Dreuil-lès-Amiens, Picquigny, Saint-Sauveur és Saveuse községekkel határos.

## Népesség
A település népességének változása:
| Lakosok száma | 2368 | 3972 | 3505 | 3183 | 3071 | 3021 | 2967 | 2952 | 2914 | 2973 |
|               | 1968 | 1982 | 1990 | 2006 | 2013 | 2015 | 2017 | 2019 | 2020 | 2022 |